# Unión del Carmen
Unión del Carmen är en ort i Mexiko.   Den ligger i kommunen Villa Corzo och delstaten Chiapas, i den sydöstra delen av landet, 700 km sydost om huvudstaden Mexico City. Unión del Carmen ligger 721 meter över havet och antalet invånare är 340.
Terrängen runt Unión del Carmen är huvudsakligen kuperad, men söderut är den bergig. Runt Unión del Carmen är det ganska glesbefolkat, med 24 invånare per kvadratkilometer. Närmaste större samhälle är Villa Corzo, 18,4 km norr om Unión del Carmen. I omgivningarna runt Unión del Carmen växer i huvudsak städsegrön lövskog.